# Алкоголизм (марка США)
«Алкоголи́зм» (англ. Alcoholism) — филателистическое название почтовой марки США (Sc #1927), посвящённой борьбе с этим хроническим заболеванием. 
Марка была выпущена в 1981 году массовым тиражом, значимая часть которого позже, однако, была уничтожена почтовой службой. Считается одной из самых неудачных в почтовой истории США благодаря допущенной неочевидной сюжетной ошибке, из-за которой марку фактически нельзя использовать по прямому назначению, то есть франкировать ею почтовые отправления.

## Описание
Рисунок прямоугольной марки размером 21,33 × 36,32 мм (с полями — 25,14 × 39,62 мм) представляет собой собственно надпись «Alcoholism. You can beat it!» («Алкоголизм. Ты можешь его побороть!») синим цветом на белом фоне в две строки. Ниже, третьей строкой чёрным цветом даны название страны и номинал 18 центов.
В слове «алкоголизм» вторая буква «о», находящаяся приблизительно в его середине, выполнена в виде символа антиалкогольной кампании — стилизованного кадуцея, жезл-ключ которого направлен вверх (таков логотип организатора, Национального совета по алкоголизму).
Художник — Джон Бойд (англ. John Boyd), графический дизайнер компании Anagraphics. Гравёры — В. Джек Рутер (V. Jack Ruther) и Томас Дж. Бейкос (Thomas J. Bakos), сотрудники Бюро гравировки и печати. Марка издана тиражом 97 535 000 экземпляров на печатной машине Джиори при помощи глубокой печати в два цвета, чёрного и синего, на обычной бумаге с зубцовкой 11. Распространялась четвертями типографского листа — марочными листами по 50 штук в каждом.

## История выпуска

### Цель
Издание этой коммеморативной почтовой марки было частью американской антиалкогольной кампании 1981 года, которая проводилась Национальным советом по алкоголизму (NCA), Обществом анонимных алкоголиков и рядом других профильных общественных организаций страны. Целью воспроизведённого на марке слогана Alcoholism. You can beat it! являлось сообщение, что алкоголизм не просто моральная проблема, а именно хроническая болезнь — которая излечима. В США на тот момент проживало более 1 млн вылеченных экс-алкоголиков.
Акция сопровождалась мощной социальной рекламной кампанией в прессе. В частности, в первый день выпуска почтовой марки ведущая деловая газета страны The Wall Street Journal вышла с посвящённой этому событию полосной рекламой NCA «Понемногу мы можем изменить образ мыслей нации».

### Первый день
Специальный выпуск марки Почтовой службой США (USPS) состоялся 19 августа 1981 года в Вашингтоне (округ Колумбия). Основным докладчиком на прошедшей в штаб-квартире USPS церемонии по случаю выпуска почтовой марки стал тогдашний генеральный почтмейстер США Уильям Болджер, лично преодолевший своё пристрастие к алкоголю.
К этой дате было эмитировано три конверта первого дня (КПД) на антиалкогольную тематику, а также ещё один, который был издан Обществом коммеморативных марок вместе с копией марки, выполненной из 22-каратного золота. Они официально гасились типовым почтовым штемпелем с указанием даты AUG 19 1981 («19 августа 1981») и штемпелем первого дня. Такое же гашение производилось и на других конвертах, присланных филателистами по подписке до 3 сентября 1981 года.

### Реакция
При выпуске у Почтовой службы США были самые лучшие намерения, отмечает газета Linn’s Stamp News. Однако фигурирующий на марке призыв «Алкоголизм. Ты можешь его побороть!» на поверку оказался настолько агрессивным и персонифицированным, что многие отправители писем опасались франкировать таким знаком почтовой оплаты отправляемую корреспонденцию, иначе последняя выглядела как оскорбление: она прямо обвиняла адресата в неумеренном употреблении спиртного.
Как следствие, марку мало кто покупал, констатировал позже другой генеральный почтмейстер США, Энтони Франк. Почтовая служба спустя несколько месяцев была вынуждена уничтожить остаток тиража, понеся ощутимые убытки (политаналитик, профессор политических наук Военно-морской академии США Стивен Фрэнзик (Stephen E. Frantzich) даже характеризует это как «финансовую катастрофу»). USPS пошла на такой шаг, понимая, что вызывает взлёт коммерческой стоимости марки «Алкоголизм» на филателистическом рынке — в начале 1990-х годов, по данным газеты Chicago Tribune, каждый 18-центовый экземпляр продавался уже по $1.
Почта признала, что для личной обиды у получателей были основания, пишет журнал New York Magazine. Пресс-секретарь генерального почтмейстера Джеймс ван Лузен (James Van Loozen) в интервью газете Los Angeles Times в августе 1985 года рассказывал:

У нас была марка со словами «Алкоголизм. Ты можешь его побороть», но она не продавалась. Видимо, люди почувствовали, что поместить её на письмо — значит предположить, что получатель имеет проблемы с выпивкой. Следует быть осмотрительными с тем, что размещается на марках.
Оригинальный текст (англ.)We had a stamp that said 'Alcoholism: You Can Beat It,' and it didn't sell. Apparently people felt that putting that stamp on a letter was suggesting to the person receiving it that he has a drinking problem. You have to be careful what you put on stamps.

Linn’s Stamp News считает «Алкоголизм» 1981 года самым запоминающимся случаем выпуска спорной марки в США. Эта миниатюра фигурирует в различных фельетонах, списках и рейтингах СМИ как один из наиболее критикуемых и скандальных знаков почтовой оплаты, выпущенных USPS.

## Оценка
По состоянию на 2016 год, негашёная почтовая марка «Алкоголизм» предлагается филателистическим дилером Mystic Stamp Company за $1, гашёная — за ¢15. Каталог почтовых марок «Скотт» в 2007 году давал меньше — ¢45 за чистую и ¢20 за гашёную. Кроме того, пара таких неперфорированных марок оценивалась им в $400, а вертикальная пара без горизонтальной зубцовки — в $2500.